# Amazon (fluviu)
Amazonul este fluviul cu cel mai mare debit hidrografic din lume, care înregistrează la vărsare în estuarul său valoarea de 219,000 m³/s, respectiv fluviul cu cel mai extins bazin hidrografic din lume (6,915,000 km²), acoperind cinci țări ale Americii de Sud: Brazilia (62,4%), Peru (16,3%), Bolivia (12,0%), Columbia (6,3%) și Ecuador (2,1%). Fluviul Amazon, la fel ca Dunărea, curge de la vest spre est, paralel cu Ecuatorul.

## Geografie

### Izvoare

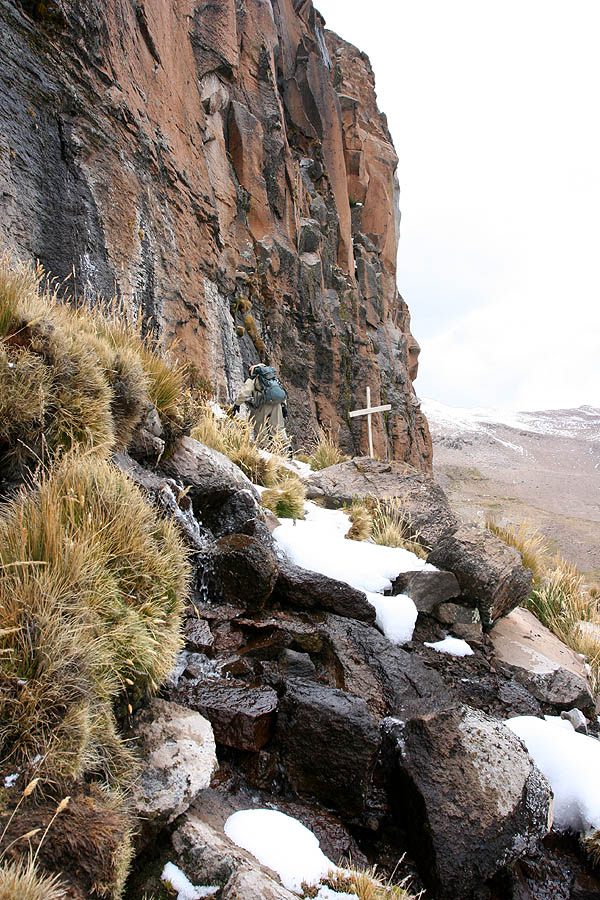
Izvorul Amazonului de la Nevado Mismi, marcat cu o cruce

În prezent Amazonul ocupa locul al doilea (ca lungime) și este cel mai mare curs de apă dulce al Terrei datorită a două caracteristici de bază: debitul de apă și suprafața bazinului hidrografic.
Izvoarele Amazonului se găsesc în masivul muntos peruan Nevado Mismi, la 175 km de Oceanul Pacific, la 190 km nord-vest de lacul Titicaca și la 110 km nord de orașul peruan Arequipa, găsindu-se pe râul Apurimac, care este afluentul lui Ucayali, care la rândul său este afluent al Amazonului. Determinarea izvoarelor marelui fluviu a  fost stabilită în 1971 de către expediția condusă de Loren McIntyre și confirmată de alte surse, printre care se poate menționa National Geographic. De asemenea, se poate menționa că descoperirea izvoarelor Amazonului se făcea după 471 de ani de când spaniolul Vicente Yanez Pinzon descoperise, în 1500, gura fluviului ale cărui ape transformau porțiunea alăturată Oceanului Atlantic într-o Mar Dolce („Marea Dulce”).
Amazonul propriu-zis începe de la confluența celor doi mari afluenți Ucayali și Maranon, care se unesc în amonte de localitatea Iquitos; până la unirea cu apele celui mai mare afluent de pe stânga - Rio Negro, care se produce la Manaus, Amazonul se numește Solimoes. Între limitele bazinului său hidrografic intră versanții estici ai Anzilor, o parte din Podișul Guianei, partea nordică și centrală a Podișului Braziliei și Pădurea Amazoniană. Cea mai mare parte a cursului se desfășoară între Ecuator și 5º latitudine sudică, cu consecințe foarte importante în clima regiunii și pentru regimul de scurgere fluvială.

### Curs superior
Cursul superior, reprezentat prin Ucayali și Maranon, se înscrie în regiunea muntoasă, andină, cu văi înguste, îndeosebi a Maranonului, care curg paralel cu țărmul Pacificului pe o vale de natură tectonică, cu pante mari, ceea ce conferă râurilor viteze de scurgere mari în comparație cu cele din Câmpia Amazoniei. Amazonia, care are o lungime, de la vest la est, de 4 380 km, o pantă extrem de mică - 0,003 % (la vest 160 m. alt. și la est 0 m), corespunde unei zone de subsidență în care s-a acumulat un volum enorm de sedimente (circa 4 000 m grosime). Râurile afluente, la ieșirea din podișurile vecine, constituite din roci dure, formează numeroase cascade și repezișuri care le conferă un potențial hidroenergetic ridicat.

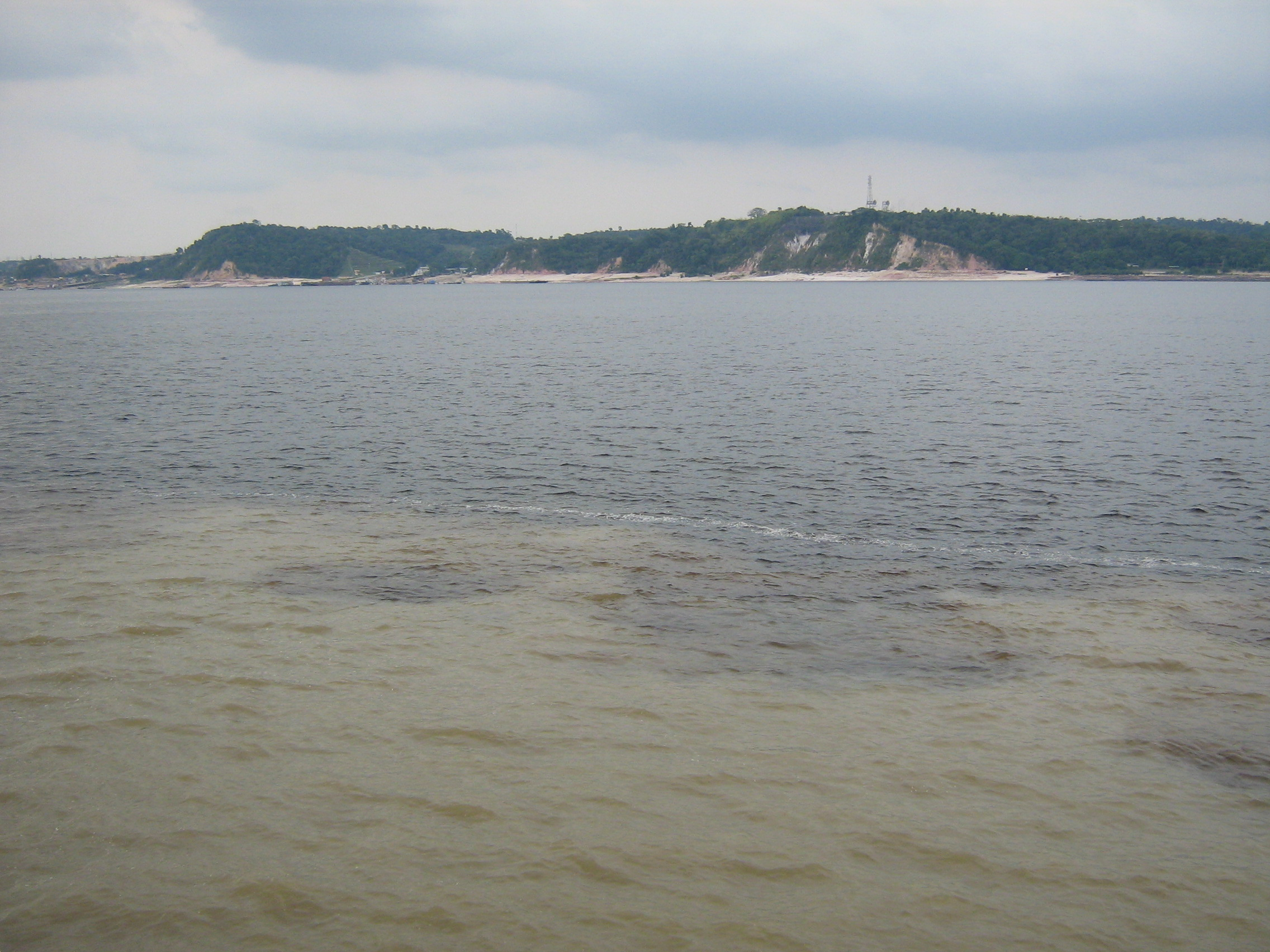
Amazonul în apropiere de Manaus: apele negre ale Rio Negro și cele ale râului Solimões nu se amestecă

Cu toate că forma bazinului se poate asemăna cu o frunză în care nervura principală (Amazonul) colectează numeroși afluenți pe ambele părți, se poate remarca o disimetrie evidentă - în sensul că pe partea dreaptă (din sud) vin mai mulți afluenți și destul de mari (de la vest la est Jur, Purus, Madeira, Tapajos, Xingu și, discutabil, Tocantins), în comparație cu partea stângă (Napo, Ica-Putimayo, Jupura, Rio Negro). Se estimează că Amazonul colectează circa 1000 afluenți mai importanți, dintre care 20 au peste 1500 km lungime fiecare. Între Manaus și Anzi, Amazonia are forma unei pâlnii largi de 2 000 km, limitată la sud de Madeira și la nord de Rio Negro. Panta foarte scăzută în această parte favorizează divagarea apelor, formând un păienjeniș de meandre, brațe moarte, grinduri instabile. Lățimea apelor Amazonului propriu-zis are 2 km la Iquitos și 5 km către Manaus, iar adâncimea apei între 20 și 50 m. În aval de Manaus, datorită apropierii podișurilor Guianei și Braziliei, lățimea Câmpiei Amazonia se restrânge în unele locuri la 200–300 m, determinând și un proces de eroziune pe verticală mai mare, fapt ce conduce la o adâncime maximă a apei în albie, la Obidos, de circa 80 m.

### Curs inferior

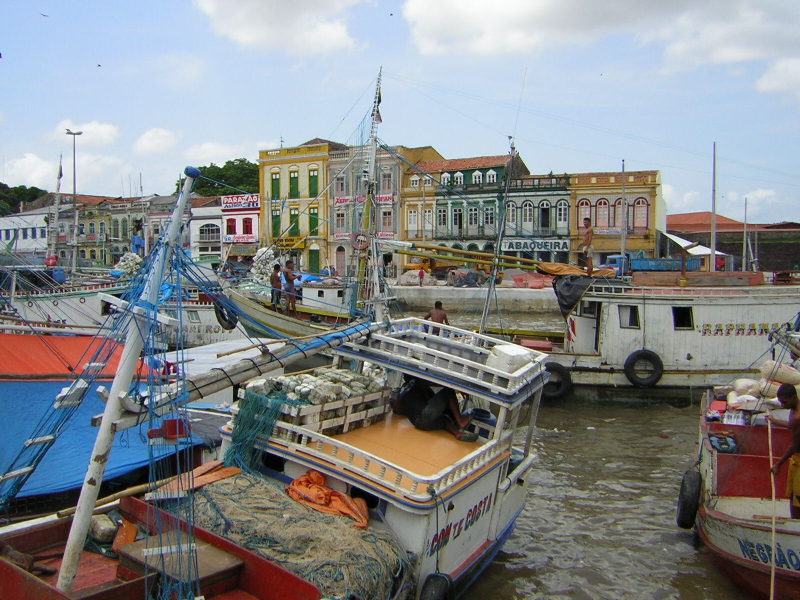
Portul Belem

În sectorul inferior, către Oceanul Atlantic, la circa 400 kilometri după confluența cu Xingu, râul se împarte în mai multe brațe (furos), separând insule care se constituie într-o deltă de un tip aparte (cea mai mare din lume, de circa 100 000 km2). Această deltă este limitată la nord-vest de brațul principal, Amazonul propriu-zis, iar la sud-est de brațul Para în care se varsă apele râului Tocantins. Dintre insulele cele mai importante incluse în așa-zisa deltă menționăm: Grande de Gurupa, Caviana, Janaucu, Mexiana și Marajo, cea mai mare (40 154 km2). Apele brațului Para cu cele ale lui Tocantins formează estuarul numit Bahia de Marajo, pe malul căruia se găsește portul Belem, fondat în 1616, cel mai important pentru navigația de pe Amazon. Lățimea albiei, în cursul inferior, variază între 15 și 20 km, iar înainte de deltă între 80 și 150 km, adâncimea apelor scade la 20–25 m, dar suficientă pentru navigația vaselor de tonaj maritim.
Situat în zona ecuatorială, cu afluenți în ambele emisfere, regimul de scurgere este uniform tot timpul anului. În timpul verii boreale aduc ape bogate râurile de pe partea stângă, iar în vara australă cele de pe dreapta. Totuși, datorită numărului mare de afluenți din emisfera australă, în august - septembrie, când râurile de aici au apă mai puțină, se înregistrează ape scăzute pe Amazon. Sunt și situații, cu totul excepționale, când apele mari din cele două emisfere se suprapun producând inundații catastrofale.

## Debit
Informațiile provenind din surse autorizate despre cantitatea de apă  pe care o transportă Amazonul sunt, totuși, destul de diferite. Cu circa 309 ani în urmă, debitul mediu al râului era estimat la 70 000 m3/s: Ulterior, prin efectuarea altor măsurători, cifra s-a ridicat la 120 000 m3/s, iar după calculele Serviciului geologic al Statelor Unite, aceasta ar ajunge la valoarea colosală de 190 000 m3/s după confluența cu râul Xingu, corespunzând unui debit specific de 30,9 l/s·km2. În lucrarea „World water balance and water resources of the Earth”, 1978, debitul mediu împreună cu Tocantins este estimat la 220 000 m3/s. Debitul maxim ar fi de aproximativ 300 000 m3/s, iar cel minim de 70 000 - 80 000 m3/s. Potrivit valorii debitului mediu, Amazonul ar deține 17-19 % din scurgerea medie a râurilor Terrei.
Corespunzător acestei cantități de apă este și cea de aluviuni, care se apreciază la un miliard de tone pe an. Această cantitate enormă de aluviuni este împrăștiată în Oceanul Atlantic sub forma unui uriaș evantai, în fața gurilor Amazonului, până la circa 300 km în larg. În interiorul bazinului sunt afluenți care aduc ape încărcate cu aluviuni galbene, numiți și brancos și râuri cu ape negre drenate din mlaștini, numite rios negros. Cel mai tipic este afluentul cel mai mare de pe stânga, numit Rio Negro. După confluența acestuia cu Amazonul la Manaus, apele negre curg alături de cele gălbui-roșcate fără să se amestece pe multe zeci de kilometri. În timpul apelor mari, nivelurile fluviului și ale afluenților cresc cu 15 – 20 m, rupând maluri, smulgând arborii și locuințele indienilor, purtându-le încet spre ocean. Datorită pantei mici și a revărsării laterale, deplasarea apelor se face extrem de încet, încât de la Tabatinga la Obidos cei 1 400 km sunt parcurși în două luni, această imensă masă de apă fiind, pe drept cuvânt, numit o adevărată "mare în mers".
Un fenomen cu totul deosebit care se produce pe Amazon, numit de localnici pororoca este efectul fluxului marin care pătrunde în sus pe fluviu, provocând valuri puternice ce ajung uneori până la Santarem, la 1 000 km în interior. În estuarul larg de peste 200 km și lung de 350 km pororoca are efecte distrugătoare asupra țărmului, îngreuiază navigația spre ocean și chiar descărcarea apelor. Pororoca, alături de inundații, sunt două fenomene care schimbă continuu configurația malurilor și a tuturor gurilor de vărsare ale afluenților până la Manaus.
Potențialul hidroenergetic al Amazonului, cu toți afluenții, apreciat la 280 mil. kW, este foarte puțin folosit până în prezent.

## Navigație
Navigația pe Amazon și afluenții săi însumează circa 50 000 km, pe fluviul acesta practicându-se cu vase de tonaj maritim până la Manaus și cu vase mai mici, pe 4 200 km, până la cascada Pongu de Manscriche, situată pe Maranon, la ieșirea acestuia din Anzi.

## Climă

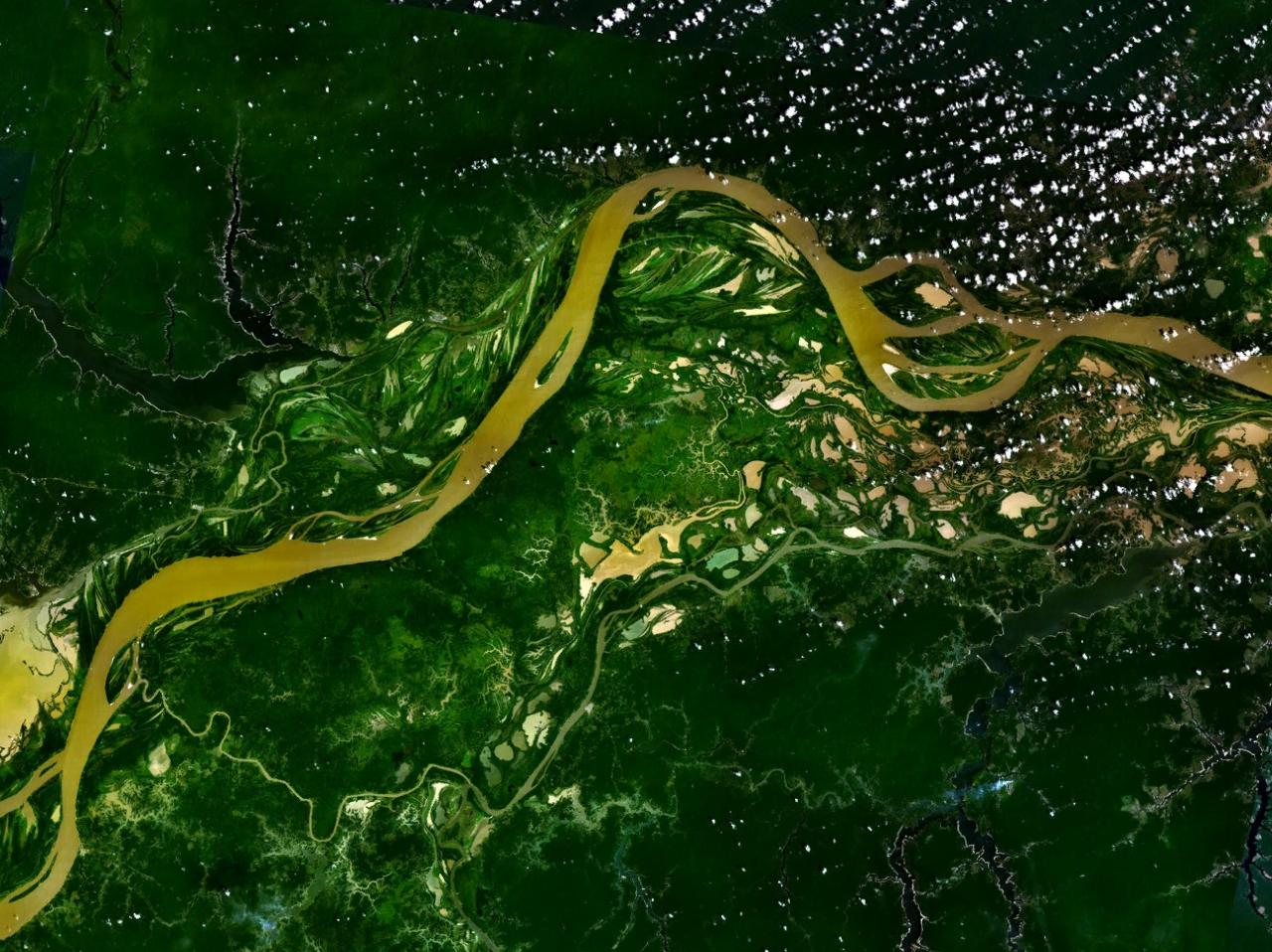
Amazonul curgând prin jungla amazoniană

Clima bazinului Amazon este caldă și umedă în cea mai mare parte și mai uscată în Anzi, cu temperaturi între 23 și 28 °C, în medie (variații mici în timpul anului și ceva mai mari de la zi la noapte), precipitații bogate (1 500-3 000 mm/an), cu remarcarea unui sezon ploios și unul mai uscat (care se accentuează către nord și sud în regiunea podișurilor), creează condițiile cele mai favorabile dezvoltării unei vegetații luxuriante, de tip ecuatorial care se suprapune Câmpiei Amazoniei, formând un adevărat "ocean verde” - cel mai mare din lume - cu un rol foarte important în reglarea condițiilor de circulație ale maselor de aer și, respectiv, a umezelii pentru continentul sud-american și chiar pentru Terra. Singurele perturbări în desfășurarea regulată a circulației aerului și temperaturii sunt valurile de aer rece (friagens), care pătrund din sud, producând scăderi bruște de temperatură.

## Economie
Amazonia reprezintă în prezent — din punct de vedere al exploatării resurselor sale — un obiectiv prioritar pentru Brazilia, Bolivia, Peru și Columbia. Astfel, în 1966, s-a înființat „Comisia Superioară pentru Dezvoltarea Amazoniei” (SUDAM), care a elaborat, în 1970, „Programul pentru integrare națională” (PIN), ce are ca obiective principale: realizarea șoselei transamazoniene (6 300 km), a cărei construcție a început deja, precum și colonizarea zonei. În 1974 Programul Polamazonia a selectat deja 15 areale cu potențial ridicat agricol și minier. Ofensiva asupra Amazoniei continuă, cu consecințe imprevizibile asupra echilibrului ecologic propriu și asupra influenței pe care Amazonia viitorului o poate avea asupra unor procese majore climatice și de mediu la scară planetară.

## Cele mai lungi fluvii și râuri ale sistemului fluvial al Amazonului
1. 6,440 km - Amazon, America de Sud
2. 3,250 km - Râul Madeira, Bolivia / Brazilia
3. 3,211 km - Purus, Peru / Brazilia, (2,948 km) - (3,210 km)
4. 2,820 km - Yapura, Columbia / Brazilia
5. 2,750 km - Tocantins, Brazilia, (2,416 km) - (2,640 km)
6. 2,575 km - Araguaia, Brazilia (afluent al Tocantins)
7. 2,410 km - Juruá, Peru / Brazilia
8. 2,250 km - Negro, America de Sud
9. 2,100 km - Xingu, Brazilia
10. 1,900 km - Tapajós, Brazilia
11. 1,749 km - Guaporé, Brazilia / Bolivia (afluent al Madeira)
12. 1,575 km - Içá (Putumayo), America de Sud
13. 1,480 km - Napo, Peru, Ecuador
14. 1,415 km - Marañón, Peru
15. 1,300 km - Iriri, Brazilia (afluent al Xingu)
16. 1,240 km - Juruena, Brazilia (afluent al Tapajós)
17. 1,200 km - Tapajós, Brazilia
18. 1,130 km - Madre de Dios, Peru / Bolivia (afluent al Madeira)
19. 1,100 km - Huallaga, Peru (afluent al Marañón)

## Înliteratură
- 800 de leghe pe Amazon, scrisă de către Jules Verne